# Олимпийский комитет Островов Кайман
Олимпийский комитет Островов Кайман (англ. Cayman Islands Olympic Committee; уникальный код МОК — CAY) — организация, представляющая Острова Кайман в международном олимпийском движении. Штаб-квартира расположена на острове Большой Кайман. Комитет основан в 1973 году, в 1976 году принят в МОК, является членом ПАСО, организует участие спортсменов из Островов Кайман в Олимпийских, Панамериканских играх и других международных соревнованиях.